# R. Orin Cornett
Richard Orin Cornett [ rɪʧərd ˈɔrɪn ˈkɔrnɪt ] (* 13. November 1913; † 7. Dezember 2002) war ein amerikanischer Physiker, Universitätsprofessor und -administrator. Er erfand ein Kommunikations- und Alphabetisierungssystem für Hörbeeinträchtigte, das als Cued Speech bekannt wurde. Die deutsche Bezeichnung ist Ergänzte Laut-Sprache (ELS).

## Biografie
R. (Richard) Orin Cornett wurde am 13. November 1931 in Driftwood (Oklahoma), Alfalfa County geboren. Er erlangte 1934 einen Bachelor of Science (B.Sc) in Mathematik an der Oklahoma Baptist University und 1937 einen Master of Science (M.Sc) an der University of Oklahoma. 1940 wurde Cornett in Physik und angewandter Mathematik an der University of Texas at Austin mit seiner Doktorarbeit «Acoustic Spectra of Edge Tones» promoviert. Von 1935 bis 1945 lehrte Cornett Physik, Mathematik und Elektronik an der Oklahoma Baptist University, der Penn State University und der Harvard University.
1959 leitete Cornett die Abteilung für Hochschulbildung im U.S. Office of Education als Direktor. Als er sich mit der Finanzierung des Gallaudet College (heute: Gallaudet University) befasste, stellte er fest, dass die Lesekompetenzen der meisten Gehörlosen unterdurchschnittlich ausfielen und nicht denen von Muttersprachlern entsprachen. 1965 übernahm Cornett die Position des Vizepräsidenten für langfristige Planung an der Gallaudet University. Während er auf diesem Posten arbeitete, entwarf er ein phonemisches System, das die englisch-amerikanische Sprache nicht akustisch, sondern visuell darstellte, um die Alphabetisierung von Gehörlosen voranzubringen. Er nannte dieses innovative System Cued Speech. 1966 wurde Cornett volles Mitglied der Fakultät.
1971 wurde seine Funktion auf die des „Vice President for Long Range Planning and Public Services“ erweitert. Während des akademischen Jahres 1970/1971 war er stellvertretender Direktor der Model Secondary School for the Deaf auf dem Gallaudet College Campus.
Von 1975 bis 1984 wirkte er als Forschungsprofessor und Direktor des Cued Speech Programms. Von 1981 bis 1983 war Cornett zudem Vorsitzender des Gallaudet Center for Studies in Language and Communication. Während der Zeit seines Schaffens passte er dort das Cued-Speech-System an 52 Sprachen und Dialekte an und zeichnete für 34 von diesen Sprachen und Dialekten entsprechenden Audiokassettenunterricht auf.
Nach seiner Pensionierung 1984 verlieh ihm die Gallaudet University den Status eines emeritierten Professors. Ab diesem Zeitpunkt arbeitete er von seinem Zuhause in Maryland aus weiter mit der internationalen Cued-Speech-Gemeinschaft zusammen.
Cornett starb am 17. Dezember 2002 in Laurel (Maryland) im Alter von 89 Jahren. Seine 59-jährige Frau Lorene war am 21. Januar desselben Jahres verstorben.

## Gründe und Ziele
Die Erfindung des Cued Speech eröffnete neue Perspektiven in der Gehörlosenbildung. Cornett ging von folgender Hypothese aus: Wenn alle Laute der gesprochenen Sprache auf den Lippen des Sprechers klar visuell voneinander unterscheidbar wahrgenommen werden könnten, könnten Hörbeeinträchtigte diese Sprache auf die gleiche Weise lernen wie Hörende, nur eben durch die Verwendung ihres Sehvermögens anstatt des Hörvermögens. Vom System selbst sagte Cornett: «Ein paar Monate von Nachforschungen überzeugten mich davon, dass die fundamentale Ursache der Leseprobleme (von gehörlosen Personen) im Fehlen einer vernünftigen Möglichkeit lag, gesprochene Sprache zu erlernen, ohne die sie die Sprache weder zur Kommunikation verwenden konnten noch als Basis, um gute Lippenleser zu werden oder das Lesen zu lernen (was im Gegensatz zur bloßen Erkennung einzelner geschriebener Wörter steht). Also begann ich meine Arbeit aus der Schlussfolgerung heraus, dass ich einen geeigneten Weg finden musste, die gesprochene Sprache präzise und in Echtzeit visuell wahrnehmbar zu machen. Das war das Problem, das ich zu lösen hatte, diese erkannte Notwendigkeit, die mir meine Richtung vorgab.»

## Veröffentlichungen
Im Laufe seiner Karriere schrieb und veröffentlichte Cornett Hunderte von Artikeln sowie mehrere Bücher über Mathematik, Physik, Hochschulbildung, Gehörlosigkeit, Cued Speech und andere Themen. Er war auch Herausgeber mehrerer Publikationen, einschließlich des Elternführers «Cued Speech Resource Book for Parents of Deaf Children» (R. Orin Cornett, Ph.D. & Mary Elsie Daisey, M.Ed., 1992 (First Edition), National Cued Speech Association, Raleigh, North Carolina 27622, Library of Congress Catalog Card Number 92-60758, ISBN 0-9633164-0-0).

## Auszeichnungen und Ehrungen
Zu den Auszeichnungen, die Cornett verliehen wurden, gehören drei Ehrendoktorwürden sowie
- 1963: Award for Outstanding Alumni Achievement der Oklahoma Baptist University
- 1988: Nitchie Award in Human Communications der New York League for the Hard of Hearing
- 1992: Distinguished Service Award des National Council on Communication Disorders

Cornett wird seit 1956 kontinuierlich im Marquis Who’s Who in America gelistet und ist auch in Who’s Who in the World, Who Know and What, American Men of Science und The Blue Book: Leaders of the English-Speaking World aufgeführt, ebenso wie in verschiedenen biografischen Nachschlagewerken.